# 교황 보니파시오 3세
교황 보니파시오 3세(라틴어: Bonifacius PP. III, 이탈리아어: Papa Bonifacio III)는 제66대 교황(재위: 607년 2월 19일 - 607년 11월 12일)이다.

## 생애 초기
보니파시오는 요한 카타디오케의 아들로서, 로마인 혈통이었다.

## 교황 사절 (603~606)
교황 그레고리오 1세는 보니파시오를 투철한 신앙심과 고결한 인격을 두루 갖춘 인물로 평가하면서 그에게 깊은 인상을 받았다. 그리하여 그레고리오 1세는 603년에 그를 교황 사절로 임명하여 동로마 제국의 콘스탄티노폴리스 궁정에 파견하였다. 이 시기는 그의 일생에 있어서 매우 중요한 시기로서, 훗날 그가 교황의 자리에까지 오르는 데 큰 도움이 되었다.
보니파시오는 동로마 황제 포카스로부터 큰 신망을 받아 그의 눈과 귀가 되었다. 이러한 친밀한 관계는 그가 그레고리오 1세로부터 코르시카 섬의 주교 카시오페의 알키온을 위해 황제로부터 청원하라는 지시를 받았을 때 매우 유용하게 사용할 수 있었다. 알키온 주교는 슬라브족과 아바르족의 공격을 받고 휘하 성직자들과 함께 자신의 거처로 피했는데, 그 사이에 에피루스의 주교 에우리아의 요한이 자신의 주교좌를 강탈했다는 소식을 듣게 되었다. 평상시 알키온 주교 밑에 있는 것에 만족하지 않았던 요한은 자신의 신변에 이상이 없자 즉시 그를 대신해 주교좌를 차지한 것이다. 일반적으로 이러한 행동은 용인될 수 없는 행동이지만, 포카스 황제는 요한에게 우호적이라서 이 문제에 개입하지 않으려고 하였다. 이에 알키온 주교는 그레고리오 1세 교황에게 호소하였으며, 그레고리오 1세는 콘스탄티노폴리스에 주재하고 있는 보니파시오에게 이 문제를 해결할 것을 지시하였다. 보니파시오는 천재적인 외교술을 발휘하여 황제와의 관계를 돈독히 하면서, 문제가 된 당사자들을 서로 화해시키는 데 성공하였다.

## 교황 선출 (606~607)
606년 2월 교황 사비니아노가 선종한 후에 보니파시오가 그의 뒤를 이어 새 교황으로 선출되었다. 하지만 콘스탄티노폴리스에서 로마로 귀환하는 데 거의 1년이나 지체되었다. 당시 오랫동안 교황좌가 사실상 공석 상태나 다름없었던 이유에 대해서는 수많은 이견이 있다. 보니파시오가 콘스탄티노폴리스에서 자신의 업무를 마무리하기 위해서 그랬다는 주장도 있지만, 교황 선거와 관련해서 문제가 생겼기 때문이라는 주장이 보다 설득력이 있는 것으로 추정된다. 보니파시오 자신은 선거가 공정했다고 생각한 것으로 사료되며, 로마에서는 그의 선출이 정당한 선출이 맞는지 확신이 들기 전까지는 그의 귀환을 미루었으리라 추정된다. 보니파시오의 행동은 반대자들에게 신용을 얻게 되었으며, 결국 최종적으로 로마로의 복귀가 허용되어 교황좌에 착좌하게 된다.

## 교황 (607)
보니파시오 3세는 교황이 되자마자 교황 선출에 두 가지 점을 개혁하였다. 첫 번째로는 교황이 재위하고 있는 동안에는 어느 누구도 다음 교황 후임자에 논의하는 것을 금지하며, 이를 어길 시에는 파문한다는 조치를 내린 것이다. 두 번째로는 교황의 장례 미사 후 사흘이 지나기 전까지는 후임 교황을 선출할 수 없다는 조치를 내린 것이다. 보니파시오 3세가 이러한 조치들을 내린 것은 앞으로 교황 선거를 보다 공정하게 치르도록 하여 자신이 겪었던 문제를 후임 교황들도 똑같이 겪지 않기기 위해서였다.
또 한 가지 주목할 만한 그의 행적은 동로마 황제 포카스와의 친밀한 관계에서 비롯되었다. 그는 포카스 황제로부터 "복된 사도 베드로좌는 모든 교회의 머리가 되어야 마땅하다."는 내용의 칙령을 받아냈는데, 이는 곧 교황이 기독교 세계 전체의 으뜸가는 지도자임을 인정받은 것이다. 또한 이 칙령은 스스로 ‘세계 총대주교’라고 칭하던 콘스탄티노폴리스 총대주교에게 치명타를 안겨다 주었다.
보니파시오 3세는 607년 11월 12일 선종하여 로마 성 베드로 대성전에 안장되었다.